# Mistrzostwa Świata Juniorów w Narciarstwie Alpejskim 2011
30. Mistrzostwa świata juniorów w narciarstwie alpejskim odbyły się w dniach 30 stycznia - 5 lutego 2011 r. w szwajcarskiej miejscowości Crans-Montana w kantonie Valais. Rozegrano po 5 konkurencji dla kobiet i mężczyzn. W klasyfikacji medalowej triumfowała reprezentacja gospodarzy, której zawodnicy zdobyli także najwięcej medali, jedenaście, w tym 3 złote, 5 srebrnych i 3 brązowe.

## Wyniki
| Pozycja | Zawodnik          | Narodowość | Czas    |
| ------- | ----------------- | ---------- | ------- |
|         | Boštjan Kline     | Słowenia   | 1:37,34 |
|         | Frederic Berthold | Austria    | 1:37,38 |
|         | Otmar Striedinger | Austria    | 1:37,78 |
| 4.      | Keith Moffat      | USA        | 1:38,16 |
| 5.      | Marvin Ackermann  | Niemcy     | 1:38,43 |
| 6.      | Nils Mani         | Szwajcaria | 1:38,53 |

| Pozycja | Zawodniczka             | Narodowość | Czas    |
| ------- | ----------------------- | ---------- | ------- |
|         | Lotte Smiseth Sejersted | Norwegia   | 1:32,11 |
|         | Wendy Holdener          | Szwajcaria | 1:32,45 |
|         | Cornelia Hütter         | Austria    | 1:32,80 |
| 4.      | Jessica Depauli         | Austria    | 1:32,89 |
| 5.      | Joana Hählen            | Szwajcaria | 1:32,95 |
| 6.      | Priska Nufer            | Szwajcaria | 1:32,98 |

| Pozycja | Zawodnik           | Narodowość | Czas    |
| ------- | ------------------ | ---------- | ------- |
|         | Boštjan Kline      | Słowenia   | 1:22,43 |
|         | Frederic Berthold  | Austria    | 1:22,67 |
|         | Justin Murisier    | Szwajcaria | 1:23,19 |
| 4.      | Johannes Kröll     | Austria    | 1:23,61 |
| 5.      | Vincent Kriechmayr | Austria    | 1:23,66 |
| 6.      | Manuel Schmid      | Niemcy     | 1:23,76 |

| Pozycja | Zawodniczka           | Narodowość | Czas    |
| ------- | --------------------- | ---------- | ------- |
|         | Elena Curtoni         | Włochy     | 1:28,23 |
|         | Jasmin Rothmund       | Szwajcaria | 1:28,53 |
|         | Cornelia Hütter       | Austria    | 1:28,90 |
| 4.      | Priska Nufer          | Szwajcaria | 1:28,99 |
| 5.      | Lisa Magdalena Agerer | Włochy     | 1:29,15 |
| 6.      | Jasmine Flury         | Szwajcaria | 1:29,19 |

| Pozycja | Zawodnik           | Narodowość | Czas    |
| ------- | ------------------ | ---------- | ------- |
|         | Alexis Pinturault  | Francja    | 2:19,62 |
|         | Vincent Kriechmayr | Austria    | 2:20,25 |
|         | Mathieu Faivre     | Francja    | 2:20,71 |
| 4.      | Roland Leitinger   | Austria    | 2:20,75 |
| 5.      | Marcel Mathis      | Austria    | 2:20,92 |
| 6.      | Martin Bischof     | Austria    | 2:21,51 |

| Pozycja | Zawodniczka           | Narodowość | Czas    |
| ------- | --------------------- | ---------- | ------- |
|         | Sara Hector           | Szwecja    | 2:28,27 |
|         | Lisa Magdalena Agerer | Włochy     | 2:28,43 |
|         | Wendy Holdener        | Szwajcaria | 2:29,44 |
| 4.      | Veronique Hronek      | Niemcy     | 2:29,70 |
| 5.      | Adeline Baud          | Francja    | 2:30,19 |
| 6.      | Lena Dürr             | Niemcy     | 2:30,43 |

| Pozycja | Zawodnik          | Narodowość | Czas    |
| ------- | ----------------- | ---------- | ------- |
|         | Reto Schmidiger   | Szwajcaria | 1:28,54 |
|         | Justin Murisier   | Szwajcaria | 1:30,08 |
|         | Mathias Rolland   | Francja    | 1:30,57 |
| 4.      | Klemen Kosi       | Słowenia   | 1:30,97 |
| 5.      | Santeri Paloniemi | Finlandia  | 1:31,32 |
| 6.      | Erik Read         | Kanada     | 1:31,54 |

| Pozycja | Zawodniczka        | Narodowość | Czas    |
| ------- | ------------------ | ---------- | ------- |
|         | Jessica Depauli    | Austria    | 1:40,32 |
|         | Anna Swenn-Larsson | Szwecja    | 1:41,22 |
|         | Mikaela Shiffrin   | USA        | 1:41,27 |
| 4.      | Wendy Holdener     | Szwajcaria | 1:42,03 |
| 5.      | Brittany Phelan    | Kanada     | 1:42,13 |
| 6.      | Simona Hösl        | Niemcy     | 1:42,48 |

| Pozycja | Zawodnik        | Narodowość | Czas |
| ------- | --------------- | ---------- | ---- |
|         | Reto Schmidiger | Szwajcaria |      |
|         | Justin Murisier | Szwajcaria |      |
|         | Phil Brown      | Kanada     |      |
| 4.      | Mathieu Faivre  | Francja    |      |
| 5.      | Erik Read       | Kanada     |      |
| 6.      | Klemen Kosi     | Słowenia   |      |

| Pozycja | Zawodniczka              | Narodowość | Czas |
| ------- | ------------------------ | ---------- | ---- |
|         | Wendy Holdener           | Szwajcaria |      |
|         | Andrea Thürler           | Szwajcaria |      |
|         | Joana Hählen             | Szwajcaria |      |
| 4.      | Lisa Magdalena Agerer    | Włochy     |      |
| 5.      | Kristine Gjelsten Haugen | Norwegia   |      |
| 6.      | Ramona Siebenhofer       | Austria    |      |

## Klasyfikacja medalowa
| Miejsce | Państwo           |   |   |   | złoto · srebro · brąz |
| ------- | ----------------- | - | - | - | --------------------- |
| 1.      | Szwajcaria        | 3 | 5 | 3 | 11                    |
| 2.      | Słowenia          | 2 | 0 | 0 | 2                     |
| 3.      | Austria           | 1 | 3 | 3 | 7                     |
| 4.      | Włochy            | 1 | 1 | 0 | 2                     |
|         | Szwecja           | 1 | 1 | 0 | 2                     |
| 6.      | Francja           | 1 | 0 | 2 | 3                     |
| 7.      | Norwegia          | 1 | 0 | 0 | 1                     |
| 7.      | Kanada            | 0 | 0 | 1 | 1                     |
|         | Stany Zjednoczone | 0 | 0 | 1 | 1                     |